# A Verdade Vencerá
"A verdade vencerá" acompanhada pelo subtítulo "o povo sabe por que me condenam" é um livro do ex-presidente Lula lançado no dia 16 de março de 2018 pela editora Boitempo. 

## Enredo
O livro marca uma série de entrevistas feitas nos dias 7, 15 e 28 de fevereiro de 2018 no Instituto Lula pelos jornalistas Juca Kfouri e Maria Inês Nassif, a editora Ivana Jinkings e ao professor universitário Gilberto Maringoni.
Trata-se de entrevistas sobre política, vida, futebol e uma reflexão sobre a biografia de Lula: de líder sindical para presidência da república. É explorado temas como a morte de sua ex-esposa Marisa Letícia e o nome de Lula em escândalos de corrupção como a Lava-jato.
Além de uma pequena biografia de Lula e fotos de arquivos do político.

## Indicações
No dia 3 de outubro de 2019, o livro foi indicado ao prêmio Jabuti de literatura na categoria "Livro brasileiro publicado no exterior". 